# Bonde

Erb rodu Bonde

Erb vedlejší větve rodu, Bonde af Björnö

Bonde je starobylý švédský šlechtický rod. Do dnešní doby přežily dvě větve rodu, baroni z rodu Bonde a hrabata z rodu Bonde af Björnö.
Bonde (švédsky 'farmář', množné číslo bönder) byl také jedním ze čtyř stavů švédského Riksdagu.

## Lidé
Mezi prominentní členy rodu a další osoby nesoucí jméno Bonde patřily nebo patří:
- Tord Bonde (asi 1350–1417), středověký švédský magnát
- Karel VIII. Švédský (Karel Knutsson Bonde; 1408/1409–1470), král Karel I. Norský
- Magdalena Švédská (1445–1495), princezna
- Gustaf Bonde (1620–1667), švédský státník
- Wilhelmina Bondeová (1817–1899), švédská dvořanka
- Jens-Peter Bonde (1948–2021), dánský politik
- Carl Bonde (1872–1957), švédský armádní důstojník a jezdec
  - Carl C:son Bonde (1897–1990), švédský armádní důstojník
  - Thord Bonde (1900–1969), švédský armádní důstojník
- Gustaf Bonde (1911–1977), švédský diplomat
- Oskar Bonde (* 1979), švédský bubeník
- Line Bondeová (* 1979), dánská stíhací pilotka